# Саморський собор
41°29′56″ пн. ш. 5°45′16″ зх. д. / 41.498888888889° пн. ш. 5.7544444444444° зх. д.
Саморський кафедральний собор Ель-Сальвадор (ісп. La catedral de Zamora al Salvador) — старовинний католицький храм у місті Самора, з 1889 року — національна пам'ятка Іспанії. Найдавніший і найменший з соборів автономної спільноти Кастилія і Леон. Він вважається одним із найкращих зразків іспанської романської архітектури.

## Історія
Перша церква в Саморі під назвою Ель-Сальвадор («Святий Спаситель») була зведена за часів пізньої Римської імперії або Вестготського королівства. Місто і церква перебували в занепаді під час мусульманського панування. Тому на час відновлення кастильської влади церква не була придатна до служіння. З огляду на це Альфонсо VII, короля Кастилії, надав церкві Св. Томаса статус собору. Втім у 1139 році закладено фундамент нового собору на честь Ель-Сальвадора за часів єпископа Бернардо, але роботи йшли з перервами. Прискорення будівництво почалося з призначення саморський єпископом Естебана у 1151 році й завершено у 1174 року, коли храм було освячено. Втім роботи з оздоблення тривали за його наступника Гільєрмо. Монастир і дзвіниця датуються першою половиною XIII століття.

## Опис
Будівля в романському стилі має план латинського хреста: центральний неф і два бокові нефи, короткий трансепт і три напівкруглі апсиди. На зміну останнім у XV ст. прийшли готичні. Трансепт перекрито циліндричним склепінням, проходи — зводним склепінням, а центральний неф — хрестовим склепінням у пізньому романському або протоготичному стилі.
Над трансептом знаходиться купол-вежа (іспанською — симборіо) з 16-бічними вузькими і високими напівкруглими вікнами, розміщеними в чотирьох вежах та між ними. Вони підтримують два куполи: зовнішній — із дещо загостреною верхівкою — та внутрішній — напівкруглої форми. Над башточками розташовані невеликі куполи, також з колонами і тонкими вікнами й тимпанами з подібним декором. Завдяки зовнішньому, оригінальному масштабному оздобленню купол є одним із символів міста.
На південному боці знаходиться багата скульптура «Дверний прохід єпископа» (ісп. Puerta del Obispo). Він поділений на три вертикальні сектори, розділені глухими колонами та увінчані напівкруглими аркадами. У нижніх боках — люнети з романською скульптурою. Дзвіниця, заввишки 45 м, була побудована в XIII ст. в романському стилі.
Примітні особливості інтер'єру включають хори, побудовані в 1512—1516 роках Жаном Брюссельським, вирізьблені не лише фігурами святих і відомих людей античності, але й сцени з сільського життя, а також ілюстраціями байок та приказок. Високе неокласичне ретабло XVIII століття роботи Вентури Родрігеса виготовлено з мармуру та бронзи. Головна каплиця має мармуровий стіл, а головний вівтар оточений двома кафедрами в стилі мудехар. У Каплиця Христових ран знаходиться праворуч від південного дверного отвору, тут є велика фігура Христа роботи Гаспара Бесерра.
Собор містить численні гробниці, зокрема гробниця Градо в каплиці Сан-Хуана в східній частині. Кардинальська каплиця у східній частині має вівтар роботи Фернандо Гальего в готично-фламандському стилі.
У клуатрі собору тепер розташовано музей, до якого можна потрапити через криті галереї. У зібраннях музею — колекція фламандських гобеленів тонкої роботи XV—XVII ст., що зображують сцени з Троянської війни, італійського походу Ганнібала, життя Тарквінія Гордого, етруського царя Риму. Інший скарб пізньої готики — дарохоронниця 1515 року.